# Андора на Европском првенству у атлетици у дворани 2017.
Андора је учествовала на 34. Европском првенству у дворани 2017 одржаном у Београду, Србија, од 3. до 5. марта. Ово је било девето европско првенство у атлетици у дворани од 1990. године када је Андора први пут учествовала. Репрезентацију Андоре представљало је двоје атлетичара (1 мушкарац и 1 жена) који су се такмичили у 2 дисциплине (1 мушка и 1 женска).
На овом првенству представници Андоре ниси освојили ниједну медаља, нити су оборили неки рекорд.

## Учесници
Мушкарци:
- Пол Моја — 800 м

Жене:
- Клаудија Гури — Скок удаљ

## Резултати

### Мушкарци
| Атлетичар | Дисциплина | Лични рекорд | Квалификације | Квалификације | Полуфинале           | Полуфинале           | Финале               | Финале  | Детаљи |
| Атлетичар | Дисциплина | Лични рекорд | Резултат      | Место         | Резултат             | Место                | Резултат             | Место   | Детаљи |
| --------- | ---------- | ------------ | ------------- | ------------- | -------------------- | -------------------- | -------------------- | ------- | ------ |
| Пол Моја  | 800 м      | 1:48,86 НР   | 1:50,88       | 5. у гр. 2    | Није се квалификовао | Није се квалификовао | Није се квалификовао | 19 / 24 |        |

### Жене
| Атлетичарка   | Дисциплина | Лични рекорд | Квалификације | Квалификације | Полуфинале | Полуфинале | Финале                | Финале  | Детаљи |
| Атлетичарка   | Дисциплина | Лични рекорд | Резултат      | Место         | Резултат   | Место      | Резултат              | Место   | Детаљи |
| ------------- | ---------- | ------------ | ------------- | ------------- | ---------- | ---------- | --------------------- | ------- | ------ |
| Клаудија Гури | Скок увис  | 1,80         | 1,76          | 21            |            |            | Није се квалификовала | 21 / 21 |        |